# Beuda
Beuda es un municipio español de la provincia de Gerona situado en la comarca de La Garrocha (Cataluña). Situado en una de la vertientes del macizo del Mont, al norte de Besalú. Cuenta con una población de 204 habitantes (INE 2024).
Los principales recursos económicos de la población son la agricultura de secano (olivos, viñas y cereales), la ganadería bovina, ovina y porcina, las canteras de alabastro, granito y caliza, y la fábrica de papel. Una carretera local relaciona el municipio con Besalú.

## Entidades de población
- Beuda
- Lligordá[2] (Lligordà)
- Palera
- Segueró

## Geografía física
Integrado en la comarca de La Garrocha, se sitúa a 39 kilómetros de la capital provincial. El término municipal está atravesado por la carretera nacional N-260, en el pK 61, por la carretera autonómica C-66, y por carreteras locales que conectan con Besalú y Maià de Montcal. 
El relieve del municipio es montañoso, surcado de norte a sur por diversas rieras. En el término están las cuevas del Carlí y de la Mosquera. Por el extremo sur discurre el río Fluvià. La altitud oscila entre los 1100 metros al norte, en la sierra de Cirera, en el límite con Albanyà, y los 130 metros a orillas del río Fluvià. El pueblo se alza a 338 metros sobre el nivel del mar. 
| Noroeste: Albanyà       | Norte: Albanyà | Nordeste: Cabanelles               |
| Oeste: Sales de Llierca |                | Este: Cabanelles y Maià de Montcal |
| Suroeste: Sant Ferriol  | Sur: Besalú    | Sureste: Sant Ferriol              |

## Demografía
Beuda cuenta con una población de 204 habitantes (INE 2024).
| Gráfica de evolución demográfica de Beuda entre 1842 y 2021 |
| |
| Población de derecho según los censos de población del INE Población de hecho según los censos de población del INEEntre el censo de 1857 y el anterior, crece el término del municipio porque incorpora a Lligordá, Palera y Sagaró |

## Monumentos y lugares de interés
- Iglesia de Sant Feliu. Románica del siglo XI
- Monasterio de Santo Sepulcro de Palera. Románica del siglo XI, de un antiguo priorato benedictino, de tres naves, la central con bóveda de cañón y las laterales con bóvedas de cuarto de círculo. Campanario de espadaña.
- San Pedro de Lligordá. Románica del siglo XII
- Iglesia Santa María de Palera del siglo XII
- Iglesia de Santa Lucía de Beuda
- Iglesia de Santa María de Segueró del siglo XI, tiene una talla en alabastro policromado de la Virgen del siglo XIV
- Masía de Noguer de Segueró del siglo XVIII con la fachada llena de esgrafiados.